# Schinznach-Bad
Schinznach-Bad är en ort i kommunen Brugg i kantonen Aargau, Schweiz. Orten var före den 1 januari 2020 en egen kommun, men inkorporerades då in i kommunen Brugg. I orten ligger Bad Schinznach, en spainrättning kring en het svavelkälla.